# Rothschildia jacobaeae
Rothschildia jacobaeae is een vlinder uit de onderfamilie Saturniinae van de familie nachtpauwogen (Saturniidae). De wetenschappelijke naam van de soort is, als Attacus jacobaeae, voor het eerst geldig gepubliceerd door Francis Walker in 1855.

## Kenmerken
De spanwijdte bedraagt ongeveer 15 cm. Kenmerkend zijn de grote, doorzichtige vensters in de vleugels.

## Verspreiding en leefgebied
Deze vlindersoort komt voor in Midden- en Zuid-Amerika.